# Henryk Paszkiewicz

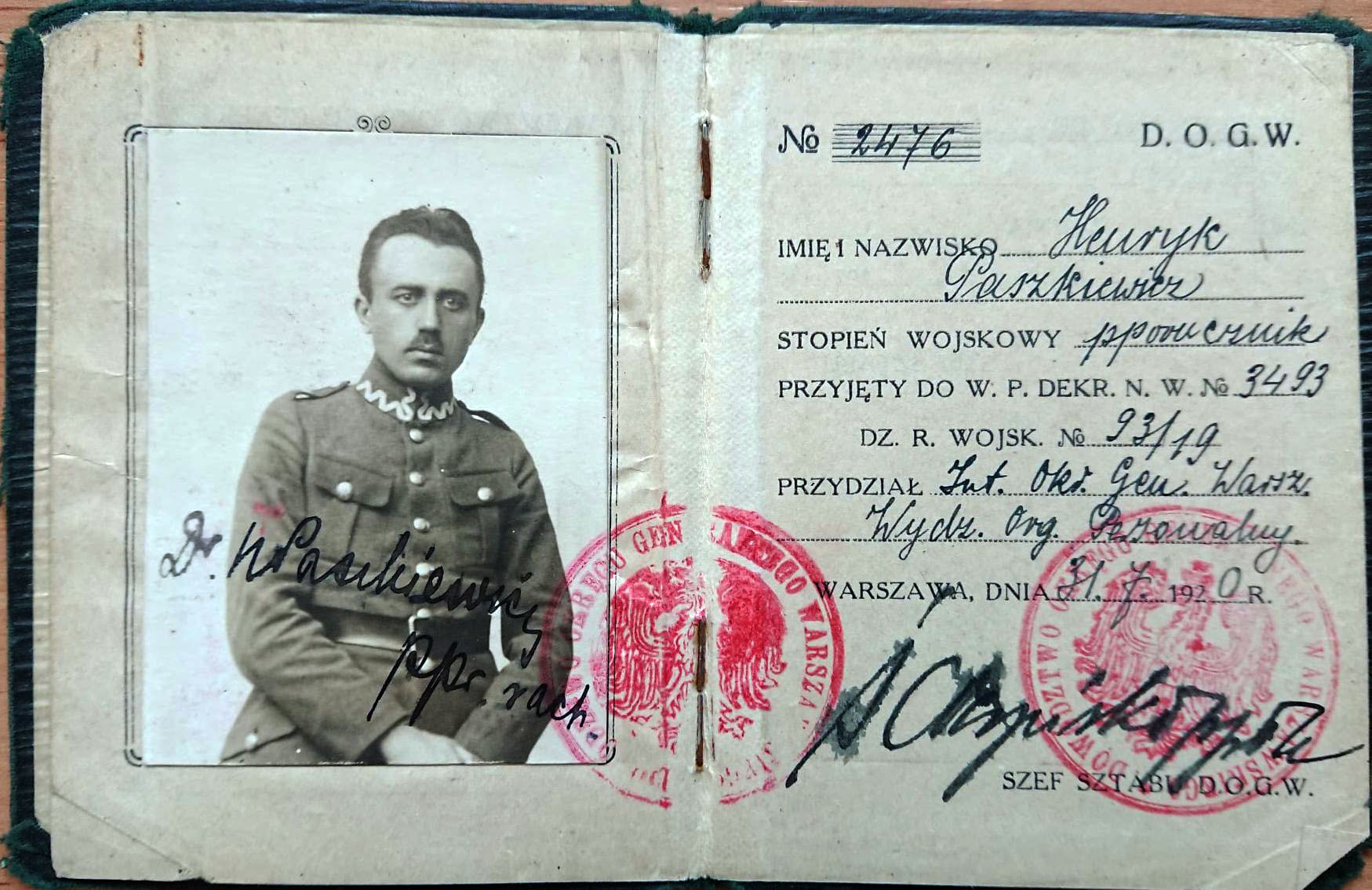
Legitymacja wojskowa ppor. Henryka Paszkiewicza (1920)

Henryk Paszkiewicz (ur. 10 marca 1897 w Łodzi, zm. 8 grudnia 1979 w Londynie) – polski historyk, mediewista, analityk najstarszych źródeł ruskich.

## Życiorys
Studia historyczne odbył w latach 1915-1920 na Uniwersytecie Warszawskim. Należał wówczas do Związku Młodzieży Demokratycznej i Polskiej Organizacji Wojskowej (POW). W roku 1920 odbywał służbę w Warszawskim Pułku Piechoty podczas wojny polsko-bolszewickiej w stopniu podporucznika. Był uczniem m.in. Kazimierza Tymienieckiego, Marcelego Handelsmana i Oskara Haleckiego. Pracę doktorską obronił w 1920 pod kierunkiem Oskara Haleckiego. Już jako nauczyciel historii habilitował się w 1927 na swoim macierzystym uniwersytecie, na którym w 1928 podjął wykłady jako docent w Katedrze Historii Europy Wschodniej. W 1934 został profesorem Wolnej Wszechnicy Polskiej, a w 1939 uzyskał profesurę nadzwyczajną UW. Członek korespondent TNW od 1936, PAU od 1945. Jako oficer rezerwy uczestniczył w kampanii wrześniowej, bronił Warszawy. Wzięty przez Niemców do niewoli, wojnę spędził w Oflagu VII A Murnau, skąd po wyzwoleniu obozu udał się do Włoch. Początkowo znalazł się wśród założycieli Polskiego Instytutu Historycznego w Rzymie. Został kuratorem żołnierzy 2 Korpusu, odkomenderowanych na studia na włoskich uniwersytetach. W roku 1957 przybył do Londynu i osiedlił się tu na stałe. Należał do organizatorów Polskiego Uniwersytetu na Obczyźnie, gdzie uzyskał profesurę. Był wiceprezesem Fundacji z Brzezia Lanckorońskich. W 1945 został członkiem korespondentem Polskiej Akademii Umiejętności. W 1945 był jednym z założycieli Polskiego Instytutu Historycznego w Rzymie. Członek-założyciel Polskiego Towarzystwa Naukowego na Obczyźnie. Wchodził w skład redakcji takich pism jak: „Teki Historyczne” i „Antemurale”. 4 czerwca 1951 został wybrany na członka Głównej Komisji Skarbu Narodowego. W 1960 otrzymał Nagrodę Pisarską Stowarzyszenia Polskich Kombatantów za pracę pt. The making of Russian Nation. W 1974 otrzymał nagrodę Fundacji Jurzykowskiego.
Zmarł w Londynie w 1979 podczas pracy nad III tomem „trylogii ruskiej”.

## Zainteresowania badawcze
Henryk Paszkiewicz był znawcą dziejów Europy Wschodniej. Wśród jego przedwojennego dorobku naukowego na pierwszy plan wybijają się prace: Polityka ruska Kazimierza Wielkiego (1925) i Jagiellonowie a Moskwa, t. 1, noszący podtytuł Litwa a Moskwa w XIII i XIV wieku (1933). W latach powojennych natomiast powstała na emigracji jego trylogia: The Origin of Russia (George Allen & Unwin LTD, London 1954), The Making of the Russian Nation (Longmann & Todd, London 1963) i The Rise of Moscow's Power (niedokończony, wydany pośmiertnie, East European Monographs 1983). Zainteresowanie tą trylogią nauki światowej było ogromne (ponad 50 recenzji naukowych), podczas gdy dzieło to pozostawało w zasadzie poza obiegiem polskich wydawnictw ze względu na ówczesną komunistyczno-doktrynerską interpretację, niejednokrotnie przekłamująca przeszłość historyczną. Wydanie to ukazało się na zachodzie w języku angielskim, natomiast wszystkie tomy zostały napisane pierwotnie przez Paszkiewicza w języku polskim. Staraniem Fundacji z Brzezia Lanckorońskich oraz PAU udało się dotrzeć do manuskryptów i wydać tę trylogię także w języku polskim. Nakładem Polskiej Akademii Umiejętności w Krakowie ukazały się kolejno: Początki Rusi w 1996, Powstanie narodu ruskiego w 1998 i Wzrost potęgi Moskwy w 2000.

## Wybrane odkrycia naukowe
- Ustalił, iż słowiańskie słowo jazyk (występujące z terminem Ruś jako russkij jazyk) w najstarszych ruskich źródłach pisanych było odpowiednikiem greckiego ethnosu, lecz poza treścią etniczną miało także drugie, inne znaczenie – kościelno-religijne[5].

## Ordery i odznaczenia
- Złoty Krzyż Zasługi (11 listopada 1936)[6]
- Medal Niepodległości (16 marca 1933)[7]
- Krzyż Legionowy

## Wybrane publikacje

### Trylogia o dziejach Rusi
- The origin of Russia, London: George Allen & Unwin 1954. Recenzje: Dimitri Obolensky, „English Historical Review” 73 (1958), z. 288, s. 469–470; Anatole Gregory Mazour, „Annals of American Academy of Political Social Science” t. 300 (1955), s. 170; Valentin A. Riasanovsky, „Russian Review” 15 (1956), z. 2, s. 134–136; Michael Cherniavsky, „Political Science Quaterly” 70 (1955), z. 2, s. 298–300; Roman Jakobson, „American Historical Review” 61 (1955), z. 1, s. 106–108; Bolesław Szcześniak, „Review of Politics” 17 (1955), z. 3, s. 419–421; Oskar Halecki, „American Slavic and East European Review” 14 (1955), z. 3, s. 403–404; Leon Koczy, „Antemurale” 2 (1955), s. 85–96; Gieorgij Wiernadski, „Speculum" 30 (1955), s. 299–300; Władimir Paszuto, „Woprosy Istorii” (1958), nr 8, s. 62; G. Stockl, „Jahrbucher fur Geschichte Europeas” 3 (1955), s. 22; T. Arne, „Historisk tidskrift” (1956), s. 88–95; S. Bondarczuk, „Wiener Slavitisches Jahrbuch” 5 (1956), s. 201–203; Alexander Bruce Boswell, „The Slavonic and East European Review” (1956), s. 504; Leon Koczy, „Oriente Europeo” 7 (1957), s. 107–108; W. Kirchner, „The Historian” (1956), s. 115–116; J. Ledit, „Thought” (1956), s. 464–466; I. Łopatin, „Word Affairs Interpreter” (1955), s. 109; J. Mc Graw, „Journal of International Affairs” 9 (1955), s. 102; P. Meyvaert, „Reuve d'Histoire Eclcliastique” (1955), s. 585; J. Miller, „Science and Society” (1955), s. 285–286; W. Mosse, „History” (1955), nr 140, s. 329–330; F. Nowak, „The Scientific Monthly” (1955), s. 45; B. O'Brien, „Journal of Central European Affairs” (1956), s. 74; Henryk Łowmiański, O znaczeniu nazwy „Ruś” w wieku X–XV, „Kwartalnik Historyczny” (1957), z. 1, s. 84–101; Henryk Łowmiański, „Kwartalnik Historyczny” (1964), z. 3/4, s. 1039–1043; Walerian Meysztowicz, „Teki Historyczne” 8 (1956/1957), s. 144–148; Stanisław Stroński, Pierwotna Ruś a późniejsza Moskwa, „Wiadomości” (1955), nr 6; Karol Zbyszewski, Książka Prof. Henryka Paszkiewicza, „Dziennik Polski i Dziennik Żołnierza Polskiego” 30.05.1955; Bronisław Hełczyński, Jak powstał naród ruski i naród rosyjski, „Tydzień Polski” 1963, nr 19; Wit, Zwycięstwo prawdy historycznej. Anglicy o dziele polskiego historyka, „Orzeł Biały” 14.03.1955;
- The making of Russian nation, London 1963 (wyd. 2 Chicago 1963). Recenzje: V. Terras, „Slavic Review” 25 (1966), z. 2, s. 333–334; Marc Szeftel, „American Historical Review” 69 (1963), z. 1, s. 134–136; Mykoła Andrusiak, „Slavic and East European Journal” 11 (1967), z. 1, s. 120–122; Leon Koczy, „Teki Historyczne” 13 (1964/1965), s. 131;
- The Rise o Moscow power, translated by P.S. Falla, New York: Boulder: East European Monographs, Distributed by Columbia University Press 1983. Recenzje: H. F. Graham, „American Historical Review” 90 (1985), z. 4, s. 919–920; L. N. Langer, „Russian Review” 46 (1987), z. 1, s. 87–88.

### Wybrane prace w języku polskim
- Dzieje Polski. Czytanki z literatury historycznej i wypisy ze źródeł. Cz. 1, Warszawa: „Bibljoteka Polska” 1924 (wyd. 2 - 1925).
- Dzieje Polski. Czytanki z literatury historycznej i wypisy ze źródeł. Cz. 2: Czasy Jagiellonów, Warszawa: „Bibljoteka Polska” 1925.
- Z dziejów rywalizacji polsko-węgierskiej na terenie Rusi Halicko-Włodzimierskiej w XIV w. (trzy traktaty z lat 1350–1352), Lwów: Nakładem Towarzystwa Historycznego 1924.
- Polityka ruska Kazimierza Wielkiego, Warszawa 1925 (wyd. 2 - przygotowała do Anna Kucińska-Kucharczyk, Kraków: Towarzystwo Naukowe „Societas Vistulana” 2002).
- (redakcja) Regesta Lithuaniae. Ab origine usque ad Magni Ducatus cum Regno Poloniae unionem, Varsoviae: Kasa im. Mianowskiego, Instytutu Popierania Nauki 1930. Prace Seminarium Historii Europy Wschodniej Uniwersytetu Warszawskiego 1.
- Jagiellonowie a Moskwa, t. 1: Litwa a Moskwa w XIV i XV wieku, Warszawa: Dom Książki Polskiej 1933 (wyd. 2 - Wydawnictwo ANTYK Marcin Dybowski 2014).
- Z życia politycznego Mazowsza w XIII wieku (rządy Ziemowita Konradowicza), Warszawa 1935.
- W sprawie inkorporacji Litwy do Polski w 80 latach XIV w., Warszawa 1938.
- O genezie i wartości Krewa, Warszawa: Gebethner i Wolff 1938.
- Polska a Moskwa w ciągu dziejów, Londyn: Instytut Bliskiego i Środkowego Wschodu „Reduta” 1949.
- Jagiełło w przededniu Unii polsko-litewskiej w oświetleniu nowych źródeł, Londyn 1951.
- (redakcja) Polska i jej dorobek dziejowy w ciągu tysiąca lat istnienia. Zarys i encyklopedia spraw polskich, t. 1: Zarys, pod red. H. Paszkiewicza, Londyn: Księgarnia Polska Orbis-Polonia 1956.
- (redakcja) Polska niepodległa i druga wojna światowa: skrót części VI wydawnictwa „Polska i jej dorobek dziejowy”, oprac. pod red. H. Paszkiewicza, Londyn: Orbis Polonia 1959.
- (redakcja) Literatura polska: skrót części 3 wydawnictwa „Polska i jej dorobek dziejowy”, oprac. pod red. H. Paszkiewicza, przez 56 uczonych i specjalistów przebywających w wolnym świecie, Londyn: Księgarnia Polska „Orbis Polonia” 1961.
- (redakcja) Elementa ad Fontium Editiones. 9, Res Polonicae ex Archivo Regni Daniae I pars (1526–1572), coll. Leon Koczy, ed. curaverunt Valerianus Meysztowicz, Henricus Paszkiewicz, Carolina Lanckorońska, Romae: Institutum Historicum Polonicum Romae 1964.
- Przedmowa [w:] Władysław Wielhorski, Wspomnienia z przeżyć w niewoli sowieckiej, London: Księgarnia Orbis 1965 (przedruk w drugim obiegu: Łódź - Poznań: Towarzystwo Oświaty Niezależnej 1985).
- Początki Rusi, z rękopisu przygotował Krzysztof Stopka, Kraków: PAU 1996. Recenzja: Robert Pletnia, Początki Rusi i narodu ruskiego, „Arcana” 5 (1999), nr 2 s. 212–215.
- Powstanie narodu ruskiego, z rękopisu przygotowała Lidia Korczak, Kraków: PAU 1998. Rozprawy Wydz. Hist.-Filoz. Og. zbioru t. 87.
- Wzrost potęgi Moskwy, Kraków: PAU 2000. Rozprawy Wydz. Hist.-Filoz. Og. zb. t. 92.